# Álvaro Morte
Álvaro Antonio García Morte conegut com a Álvaro Morte (Algesires, Cadis; 23 de febrer de 1975) és un actor espanyol, conegut principalment pels seus papers en sèries de televisió. Va encarnar Gabriel Areta en Amar es para siempre, Lucas Moliner en El Secreto de Puente Viejo, totes dues produccions d'Antena 3, i Sergio Marquina "El Profesor" en La casa de papel, de la productora Vancouver Media, en col·laboració amb Atresmedia Televisión, sèrie emesa també per Antena 3 i per Netflix.

## Filmografia

### Televisió
| Ant         | Sèrie                               | Canal                              | Personatge                    | Notes        |
| ----------- | ----------------------------------- | ---------------------------------- | ----------------------------- | ------------ |
| 2002        | Hospital Central                    | Telecinco                          | Bombero / Buzo                | 2 episodis   |
| 2002        | Policías, en el corazón de la calle | Antena 3                           | -                             | 3 episodis   |
| 2007 - 2008 | Planta 25                           | FORTA                              | Ray                           | 65 episodis  |
| 2008        | Aída                                | Telecinco                          | Jefe de Luisma                | 1 episodi    |
| 2009        | ¡A ver si llego!                    | Telecinco                          | Pablo                         | 6 episodis   |
| 2009 - 2010 | Cuéntame cómo pasó                  | TVE                                | Toño                          | 4 episodis   |
| 2010        | Las chicas de oro                   | TVE                                |                               | 1 episodi    |
| 2012        | Isabel                              | TVE                                | Soldado de Girón              | 1 episodi    |
| 2012        | La memoria del agua                 | TVE                                |                               | 2 episodis   |
| 2012 - 2013 | Bandolera                           | Antena 3                           | Adolfo Castillo               | 14 episodis  |
| 2014        | Bienvenidos al Lolita               | Antena 3                           |                               | 4 episodis   |
| 2014        | El Príncipe                         | Telecinco                          | Ballesteros                   | 1 episodi    |
| 2014        | Víctor Ros                          | TVE                                | Donato Vergel                 | 1 episodi    |
| 2014        | Amar es para siempre                | Antena 3                           | Gabriel Areta                 | 32 episodis  |
| 2014 - 2017 | El secreto de Puente Viejo          | Antena 3                           | Lucas Moliner                 | 535 episodis |
| 2017 - 2019 | La casa de papel                    | Antena 3 / Netflix                 | Sergio Marquina "el Profesor" | 23 episodis  |
| 2019        | El embarcadero                      | Movistar+                          | Óscar León Faus               | 16 episodis  |
| 2021        | The Wheel of Time                   | Sony Pictures i Amazon Prime Video | Logain Abllar                 |              |

### Pel·lícules
| Pel·lícules i Curtmetratges | Pel·lícules i Curtmetratges | Pel·lícules i Curtmetratges | Pel·lícules i Curtmetratges |
| Any                         | Títol                       | Paper                       | Notes                       |
| --------------------------- | --------------------------- | --------------------------- | --------------------------- |
| 2003                        | Los niños del jardín        | -                           | Curtmetratge                |
| 2003                        | La guarida del ermitaño     | Alberto                     | Curtmetratge                |
| 2006                        | Ignora                      | -                           | Curtmetratge                |
| 2007                        | Lola, la película           | Rafael Torres               | Paper secundari             |
| 2011                        | Amores ciegos               | Julio                       | Curtmetratge                |
| 2018                        | Durante la tormenta         | David Ortiz                 | Paper principal             |

## Premis i nominacions
| Any  | Premi                         | Nominació                             | Resultat  | Treball          | ref.  |
| ---- | ----------------------------- | ------------------------------------- | --------- | ---------------- | ----- |
| 2018 | Premis Feroz                  | Millor actor protagonista d'una sèrie | Nominat   | La casa de papel | [ 5 ] |
| 2018 | Premis de la Unión de Actores | Millor actor principal                | Nominat   | La casa de papel | [ 6 ] |
| 2018 | Zapping Award                 | Millor actor                          | Nominat   | La casa de papel | [ 7 ] |
| 2019 | Premis Iris                   | Millor actor                          | Guanyador | La casa de papel | [ 8 ] |